# Бикенов, Жарылкасын Бикенович
Жарылкасын Бикенович Бикенов (каз. Жарылқасын Бикенов; р. 1943) — советский и казахстанский бухгалтер, единственный бухгалтер Казахстана, удостоенный почётного звания «Заслуженный деятель Казахстана».

## Биография
Происходит из подрода калыбек-алтай рода куандык племени аргын.
Окончив школу с отличными оценками по математике, Жарылкасын поступил на работу учеником бухгалтера в совхозрабкооп «Шахтёр» в трёх километрах от родного села Кобетей Нуринского района Карагандинской области. Согласно записи в трудовой книжке, в систему райкооперации пришёл 6 февраля 1960 года. Позднее закончил дневное отделение Целиноградского кооперативного техникума.
Перед призывом в армию поступил в институт кооперативной торговли в Новосибирске. Видя стремление военнослужащего Бикенова к знаниям, его командиры способствовали тому, чтобы он мог ездить на экзаменационные сессии в Новосибирск из Омска, где располагался их истребительный авиаполк.
После демобилизации Жарылкасын защитил диплом, отказался от предложения продолжить обучение в аспирантуре и вернулся домой, где женился на односельчанке Анияш и в 1968 году стал главным бухгалтером райпотребкооперации. В 1971 году Жарылкасын Бикенов переехал в областной центр — Караганду, где оценили его хорошие знания, твёрдую память и богатый опыт. Председатель облпотребсоюза Вениамин Хан, а позже руководители Казпотребсоюза Умурзак Сарсенов, Хазбулат Ашляев и облпотребсоюза — Базарбай Коржасов поддержали одаренного финансиста.
В 1974 году жизнь Жарылкасына Бикенова осложнилась внезапно проявившейся глаукомой. Врачи давали неблагоприятный прогноз, опасались полной потери зрения. Несколько операций замедлили наступление слепоты и позволили Бикенову хотя бы слабо видеть. Жарылкасын Бикенович демонстрировал великолепную память, которая удивляла окружающих и подчинённых. Например, он мог безошибочно указать, какая страница какого документа требуется, на слух запоминал четыре колонки цифр на 25 строках. При этом он выступал с докладами, много публиковался, разработал и издал четыре книги родословных.
С 1978 по 1998 год Жарылкасын Бикенов возглавлял Государственную экзаменационную комиссию в Карагандинском кооперативном институте (впоследствии Казахский институт потребительской кооперации, ныне — Карагандинский экономический университет Казпотребсоюза - КЭУ).
В 1990 году стал руководителем авторского коллектива, разработавшего один из первых учебников «Теория бухгалтерского учёта» на казахском языке (каз. Бухгалтерлік есеп теориясы). Также принимал участие в реформировании бухучёта, был активным сторонником перехода на стандарты международной финансовой отчётности.
В 1994 году президент Казахстана Нурсултан Назарбаев подписал Указ о награждении государственными наградами группы работников системы потребительской кооперации. В их числе был и Жарылкасын Бикенов, удостоившийся почётного звания «Заслуженный деятель Казахстана» (каз. Қазақстанның еңбек сіңірген қызметкері). Ни до, ни после ни один бухгалтер Казахстана не удостаивался этого звания.
6 января 2006 года Бикенову присвоили звание Почётного гражданина Нуринского района Карагандинской области. В декабре 2010 года Жарылкасын Бикенович был награждён орденом «Курмет».
Указом Президента Республики Казахстан от 5 декабря 2018 года награждён орденом «Парасат»

## Публикации
- Бикенов, Жарылкасын. Сеял разумное, доброе, вечное // Индустриальная Караганда : Областная газета. — 2010. — № 49. — Воспоминания Бикенова об учителе Маулене Газалиеве.
- Родословные книги:
  - Бикенов; Исабек; Жакенов. Тоқа шежіресі (казах.). — Қарағанды: Қарағанды Полиграфиясы, 2000. — 402 бет.
  - Бикенов; Исабек; Жакенов. Қарпық шежіресі (казах.). — Қарағанды: Қарағанды Полиграфиясы, 2002. — 620 бет.
  - Бикенов; Исабек; Жакенов. Қарпық және Қожа шежіресі (казах.). — Қарағанды: Қарағанды Полиграфиясы, 2008. — 1008 бет.
  - Бикенов; Исабек; Әбеуов. Алтай Қалыбек шежіресі (казах.). — Қарағанды: Қарағанды Полиграфиясы, 2009. — 400 бет.